# Peter Scherfer
Peter Scherfer (* 14. Februar 1945 in Großwig, Dreiheide; † 19. April 2008 in Wuppertal) war ein deutscher Romanist und Sprachwissenschaftler.

## Leben und Werk
Scherfer machte in Bremerhaven Abitur. Er studierte Romanistik und Anglistik an den Universitäten Kiel und Nantes, machte 1973 in Kiel Staatsexamen und wurde dort wissenschaftlicher Mitarbeiter. Er ging mit Christoph Schwarze von Kiel nach Konstanz und promovierte dort 1976 über Die funktionale Variation im Französischen. Linguistische und fremdsprachendidaktische Untersuchungen. Als Assistent habilitierte er sich 1982 ebenda mit Untersuchungen zum Sprachbewusstsein der Patois-Sprecher in der Franche-Comté (Tübingen 1983).
Ab 1981 war er an der Bergischen Universität Wuppertal Professor für Romanistik/Sprachwissenschaft.
Scherfer war seit 1995 Ehrendoktor der Universität der Franche-Comté in Besançon.

## Veröffentlichungen
- Funktionale Sprachvarianten. Eine Untersuchung zum Französischen unter fremdsprachendidaktischem Aspekt, Kronberg im Taunus 1977 (Dissertation)
- Lexikalisches Lernen im Fremdsprachenunterricht, in: Handbuch der Lexikologie, hrsg. von Christoph Schwarze u. a., Königstein im Taunus 1985, S. 412–440
- (Hg.) Sprachliche Variation, in: Moderne Sprachen 48, 2004
- (Hg. mit Dieter Wolff) Vom Lehren und Lernen fremder Sprachen. Eine vorläufige Bestandsaufnahme, Frankfurt am Main u. a. 2006